# Pfarrkirche Großgöttfritz

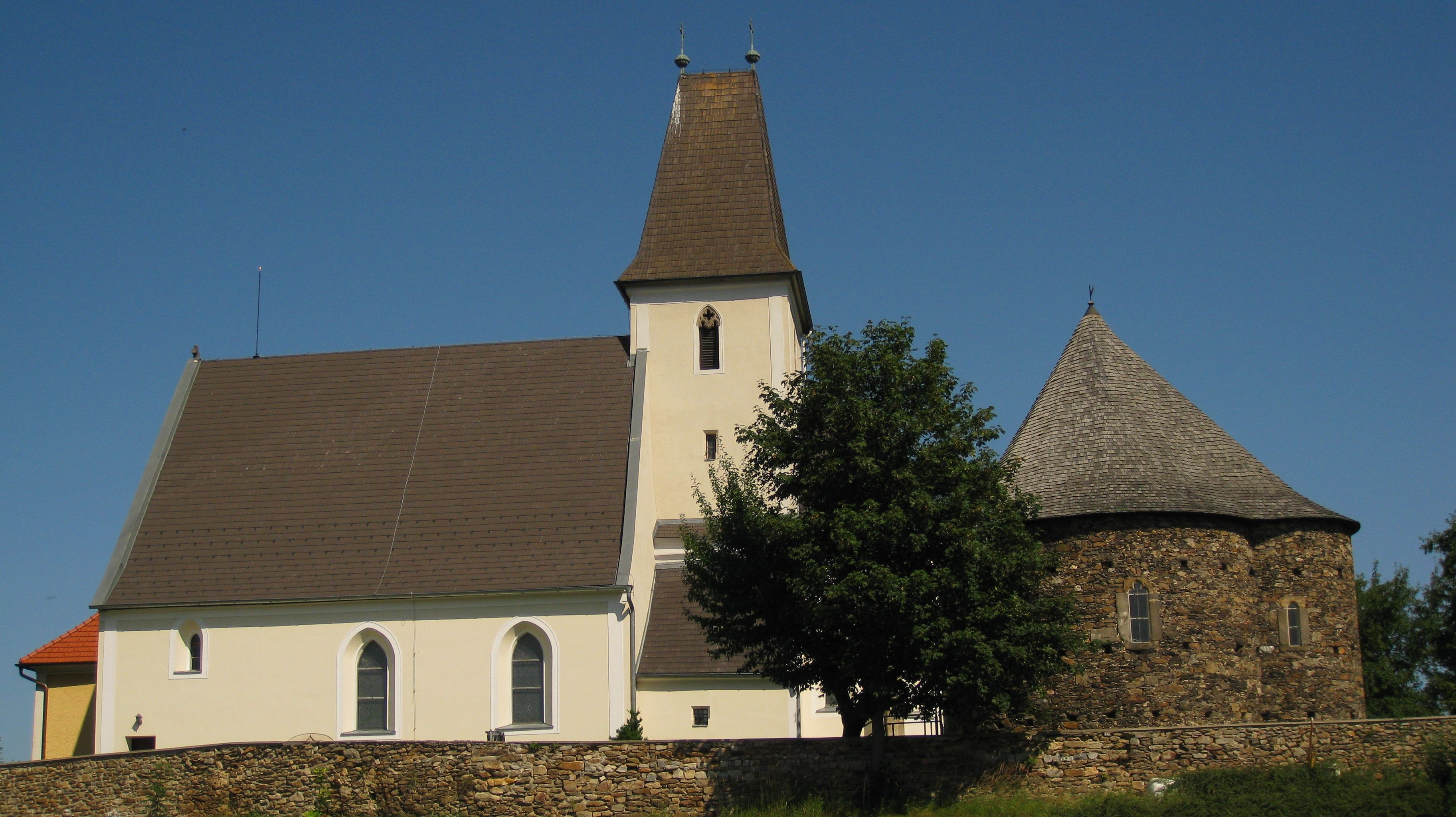
Katholische Pfarrkirche hl. Leonhard und der Karner in Großgöttfritz

Die römisch-katholische Pfarrkirche Großgöttfritz steht auf einer Anhöhe im Osten der Ortschaft der Marktgemeinde Großgöttfritz im Bezirk Zwettl in Niederösterreich. Die dem Patrozinium des Heiligen Leonhard von Limoges unterstellte Pfarrkirche gehört zum Dekanat Zwettl in der Diözese St. Pölten. Die Kirche steht unter Denkmalschutz (Listeneintrag).

## Geschichte
Urkundlich wurde die Kirche als Filiale der Pfarrkirche Zwettl genannt und im Ende des 15. Jahrhunderts zur Pfarrkirche erhoben.
Die gotische Ostturmkirche aus dem Anfang des 14. Jahrhunderts wurde im dritten Viertel des 15. Jahrhunderts erweitert.

## Architektur
Die ehemalige Burgkirchenanlage mit Kirche, Pfarrhof und Karner ist von einer Kirchhofmauer umgeben.
Das Kirchenäußere zeigt ein Langhaus unter einem hohen Satteldach, es hat seitlich teils gotische spitzbogige Fenster und nördlich barocke Flach- und Rundbogenfenster, die Westfront ist schlicht, südseitig gibt es ein spätgotisches Kielbogenportal aus dem dritten Viertel des 15. Jahrhunderts. Der Ostturm aus dem Anfang des 14. Jahrhunderts hat Kleeblattfenster und trägt einen Pyramidenhelm aus 1865. Der Chor mit einem Fünfachtelschluss hat Strebepfeiler mit doppelten Wasserschlägen, die Spitzbogenfenster sind teils vermauert. Nördlich am Chor steht ein Sakristeianbau aus dem Anfang des 14. Jahrhunderts, südlich am Chor eine Sakristei aus dem dritten Viertel des 15. Jahrhunderts. Die Vorhalle vor der Westfront entstand in der ersten Hälfte des 19. Jahrhunderts.
Das Kircheninnere zeigt ein Langhaus, ursprünglich flach gedeckt, durch den Zubau eines Südschiffes im dritten Viertel des 15. Jahrhunderts zu einer zweischiffigen Hallenkirche ausgebaut und gewölbt, das dreijochige Hauptschiff hat Kreuzrippengewölbe mit Scheibenschlusssteinen auf massiven Pfeilern und polygonalen Vorlagen, das dreijoche Seitenschiff hat Kreuzrippengewölbe. Die westliche dreibogige Musikempore über beide Schiffe ist kreuzrippenunterwölbt mit Scheibenschlusssteinen, die Empore wurde im 19. Jahrhundert nach Osten erweitert.
Der Triumphbogen ist rundbogig. Der leicht erhöhte und eingezogene Chor hat ein Turmjoch mit einem Fünfachtelschluss, das Kreuzrippengewölbe ruht auf Runddiensten auf einem Kaffgesims aus dem 14. Jahrhundert, es gibt eine spätgotische Sakramentsnische mit einer rechteckigen profilierten Steinrahmung und einem Schmiedeeisengitter und eine frühgotische zweiteilige Sessionsnische mit Dreipassbogen aus dem 14. Jahrhundert.
Die Glasfenster im Langhaus entstanden 1903 und in der ersten Hälfte des 20. Jahrhunderts. Die Glasmalerei im Chor entstand in jüngerer Zeit und zeigt eine Heilig-Geist-Taube. Die nördliche Sakristei mit einem Schulterportal ist tonnengewölbt, die südliche Sakristei hat eine Flachdecke.

## Einrichtung
Der Volksaltar entstand 1966. An der Chorwand befindet sich die spätgotische Figur hl. Leonhard um 1520 vom ehemaligen Hochaltar, flankiert von barocken Figuren der Heiligen Katharina und Barbara aus der zweiten Hälfte des 17. Jahrhunderts.
Es gibt ein Kruzifix und Figuren der Heiligen Michael und Florian aus der Mitte des 18. Jahrhunderts. Die Kreuzwegbilder schuf Franz Mayerhofer 1865.
Der zwölfseitige spätgotische Taufstein ist aus dem 15. Jahrhundert.
Die Orgel baute Herbert Gollini 1976. Eine Glocke nennt Johann Gottlieb Jenichen 1814.

## Grabdenkmäler
Außen
- Eine Grabplatte mit 1749.